# Santi Simone i Giuda Taddeo a Torre Angela (títol cardenalici)
Santi Simone e Giuda Taddeo a Torre Angela (llatí: Titulus Sanctorum Simonis et Iudae Thaddaei ad Turrim Angelam) és un títol cardenalici establert pel papa Francesc el 22 de febrer de 2014 amb la carta apostòlica Purpuratis Patribus . El títol insisteix en l'església dels Sants Simone i Giuda Taddeo, a la zona de Torre Angela, seu parroquial establerta el 4 d'abril de 1961.

## Cardenals titulars
- Pietro Parolin, secretari d'estat de la Santa Seu - des del 22 de febrer de 2014[2]